# Paul Preis
Paul Preis (* 18. Januar 1900 in Glatz, Kreis Glatz, Provinz Schlesien; † 2. Juli 1979 in Lüdenscheid) war ein deutscher Komponist, Kapellmeister, Dirigent und Theaterleiter, der sich vor allem für die Pflege der Musiktradition der Grafschaft Glatz engagierte.

## Leben und Wirken
Nach seinem Notabitur zum Ende des Ersten Weltkriegs im Jahr 1918 studierte Paul Preis in Berlin und Dresden Musik. Als Dirigent und künstlerischer Leiter arbeitete er zunächst im schlesischen Kurort Bad Reinerz und in Habelschwerdt, wo er eine Volksmusikschule gründete. 1933 komponierte Preis ein Werk für Chor und Orchester, 1934 die Spieloperette „Robert und Bertram“. Nach einem Konzert in Bad Landeck im Jahr 1934 würdigte ein Musikkritiker Preis als „Kompositionstalent“ und „jugendlichen Dirigenten von außergewöhnlicher Direktionsgabe“. 
Kurz vor der offiziellen Vertreibung der Deutschen aus Schlesien verließ Paul Preis 1945 die Grafschaft Glatz  und ließ sich im oberlausitzischen Ostritz nieder. Dort arbeitete er als Kantor in der evangelischen Kirche. Noch vor dem Bau der Berliner Mauer verließ er die DDR und zog ins westdeutsche Lüdenscheid, wo er mehrere Chöre gründete und verschiedene Werke für Orchester und Gesang komponierte. Als Publizist widmete er sich bis zu seinem Tod dem kulturellen Erbe seiner Glatzer Heimat.
2009 wurde auf dem alten Friedhof von Bystrzyca Kłodzka, dem früheren Habelschwerdt, ein Ehrengrabstein für Paul Preis errichtet.

## Veröffentlichungen (Auswahl)
- Musik- und Theaterleben von Stadt und Kreis Glatz. Band. 1: Stadt Glatz. Stadt Lüdenscheid, Lüdenscheid 1967
- Musik- und Theaterleben von Stadt und Kreis Glatz. Band. 2: Kreis Glatz. Stadt Lüdenscheid, Lüdenscheid 1967